# Bayo (La Coruña)
Bayo o Santa María de Bayo (llamada oficialmente Santa María de Baio) es una parroquia española del municipio de Zas, en la provincia de La Coruña, Galicia.

## Límites
La parroquia limita con los municipios de Cabana de Bergantiños, Laxe y Vimianzo, estando este último separado de la localidad únicamente por un puente sobre el río Grande.

## Toponimia
Estrabón menciona la forma "Bainis" (III, 3, 4) para referirse al río Miño y que parece tener el elemento bai para referirse a cursos o masas de agua, presente en Baio pero también en Baión y Bayona. Puede estar relacionado con la base céltica *bod: "agua, charco, fuente"

## Entidades de población
Entidades de población que forman parte de la parroquia:
- Cacharoza (A Cacharosa)
- Agreanas (Agreanas o A Braña)
- Bayo Grande (Baio)
- Bayo Pequeño (Baio Pequeno)
- Chamberín (O Chamberín)
- Fornelos
- O Campo do Rollo
- Su a Agra

## Demografía
| Gráfica de evolución demográfica de Bayo entre 2000 y 2019 |
|                                                            |
| Datos según el nomenclátor publicado por el INE.           |

## Ocio
Entre los atractivos más destacados de Bayo están su paseo del río, el cual fue construido en el año 2006, su carballeira y el paraje natural de Pedra Vixía.